# Museu de Navarra
O Museu de Navarra (em basco: Nafarroako museoa) é uma instituição do Governo de Navarra fundada em 1956. Encontra-se na rua Cuesta de Santo Domingo, no centro histórico (Casco Antiguo) de Pamplona, a capital da Comunidade Foral de Navarra. A fachada e capela do edifício datam do século XVI.

## Edifício
O museu ocupa o que foi o antigo hospital de Nossa Senhora da Misericórdia, fundado no século XVI, do qual apenas se conserva a portada principal e o interior da capela. O frontão é de 1556, da autoria de Juan de Villarreal e Martín de Azcárate. É o único exemplar de arquitetura renascentista de Pamplona. É uma interpretação do arco do triunfo clássico com um rico reportório ornamental vinculado ao plateresco.
A entrada lateral, da capela, tem uma fachada em forma de retábulo do século XVII procedente de uma ermida de Puente la Reina. A capela faz atualmente parte do museu é é usada como auditório. É da autoria de Juan de Ancheta e foi construída entre 1547 e 1550, de estilo gótico-renascentista.
Em 1932 o hospital foi desalojado e substituído pelo Hospital de Navarra. A reforma levada a cabo em 1952, sob a direção de José Yarnoz Larrosa, para transformar o velho hospital em museu, não conservou praticamente nada da traça renascentista. Em 1986 os arquitetos Jordi Garcés e Enric Sòria realizaram uma remodelação para modernizar e reorganizar o museu. Com esta reorganização, passaram a ser expostas apenas as peças mais importantes, conseguindo-se mais espaço para a sua contemplação. Procurou-se dotá-lo de carácter público, incorporando um salão de atos, sala de exposições temporários e outros serviços. A coleção foi ordenada por ordem cronológica, com os objetos pré-históricos numa nova sala situada debaixo do jardim, os mosaicos romanos em zonas do ré-de-chão e o resto em quatro andares.
A portada renascentista, recortada sobre um muro cego, é como se tratassede mais uma peça do museu.

## Acervo
As peças do museu procedem das recolhas e compilações realizadas pela Comissão de Monumentos Históricos e Artísticos de Navarra, fundada em 1860, e da sua sucessora Instituição Príncipe de Viana, fundada em 1940 pelo Governo de Navarra para proteger, restaurar e investigar o património artístico e arqueológico de Navarra.
A peça quiçá mais importante do museu é a "arqueta de Leyre", uma pequena arca de marfim do início do século XI que é considerada uma obra-prima da arte hispano-muçulmana.